# Bandera de Viladasens
La bandera oficial de Viladasens té la següent descripció:
Bandera apaïsada de proporcions dos d'alt per tres de llarg, verda, amb un sautor ple groc i vermell contracanviats d'amplada 1/10 de la diagonal del drap.
Va ser aprovada el 2 de juny de 1995 i publicada en el DOGC el 23 de juny del mateix any amb el número 2066.